# Principato di Arches

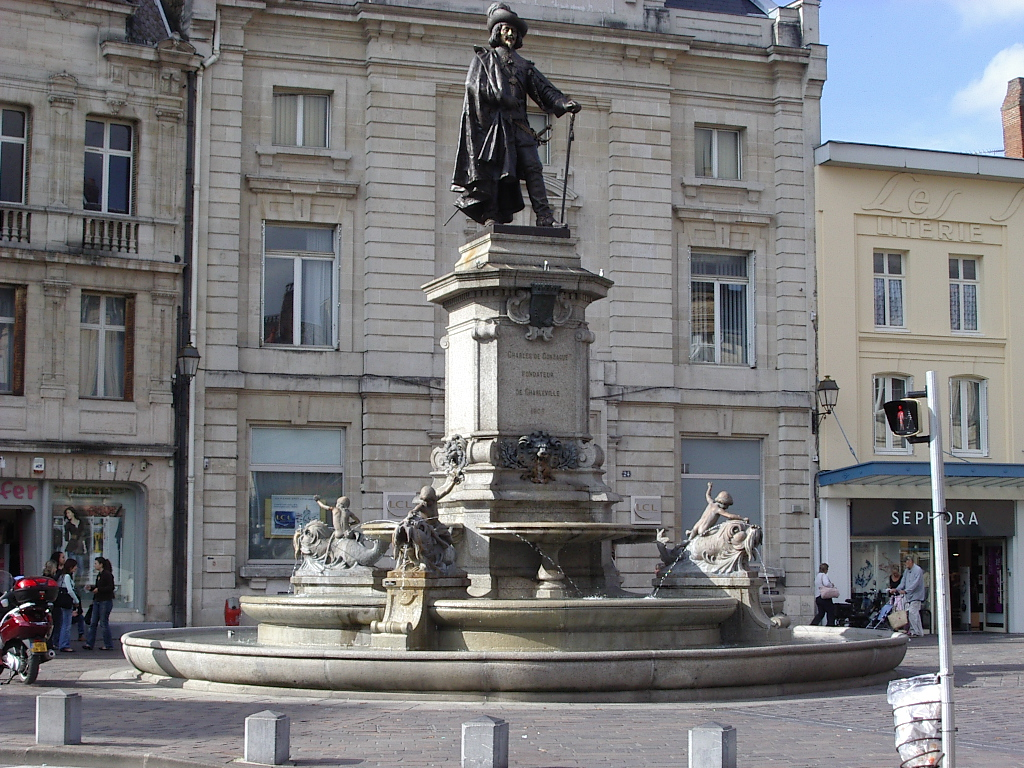
Charleville, monumento a Carlo Gonzaga.

Il Principato di Arches nacque nel 1608 nell'attuale Francia settentrionale, per volontà di Carlo I di Gonzaga-Nevers, duca di Nevers e Rethel, in seguito alla creazione da zero della città di Charleville.
Sorse su una doppia ansa della Mosa, dove era stata stabilita la città romana di Castrice (Castricum), che in seguito divenne una contea dipendente dalla Lotaringia e poi del Sacro Romano Impero; sulle sue rovine sorsero una cittadella sul sito denominato Maceria, dove si sviluppò la città di Mezieres, e infine la frazione di Arches, attualmente unite a formare la città di Charleville-Mézières. La signoria su questa doppia località fu acquistata nel 1293 dai Conti di Rethel.

## Un principato nuovo, una nuova capitale

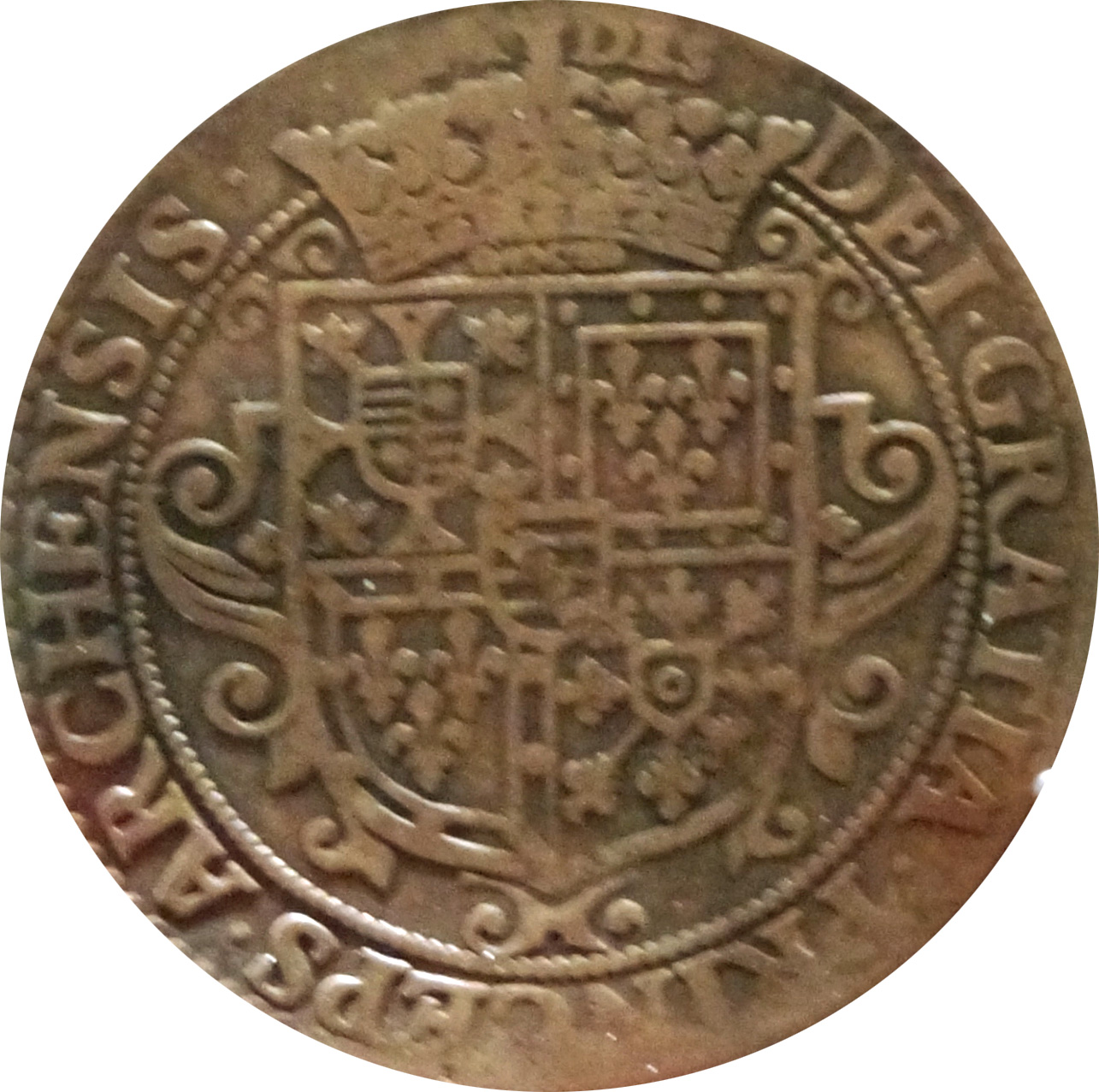
Moneta del Principato di Arches

Carlo I di Gonzaga-Nevers, diventato duca di Nevers e conte di Rethel (due signorie vassalle dei re di Francia), fondò su questo sito la nuova città di Charleville nel 1606.
Fondata nel territorio dell'ex Contea Castrice, essa risultava all'esterno dei confini del regno di Francia, bensì sui territori soggetti al Sacro Romano Impero. Il duca di Rethel si basò quindi su questa nuova capitale per creare un principato sovrano, non vassallo dei re di Francia, che prese il nome del maniero precedente: Arches.
Nel 1608 Carlo I dichiarò Charleville capitale del principato sovrano di Arches e città monastica; ciò gli consentì di espandere la propria influenza nel nord Europa, a due passi delle due regioni ricche, Fiandre e Olanda. Il Principato e Charleville, la sua capitale, avevano la stessa arma araldica.

## La breve esistenza del principato sovrano

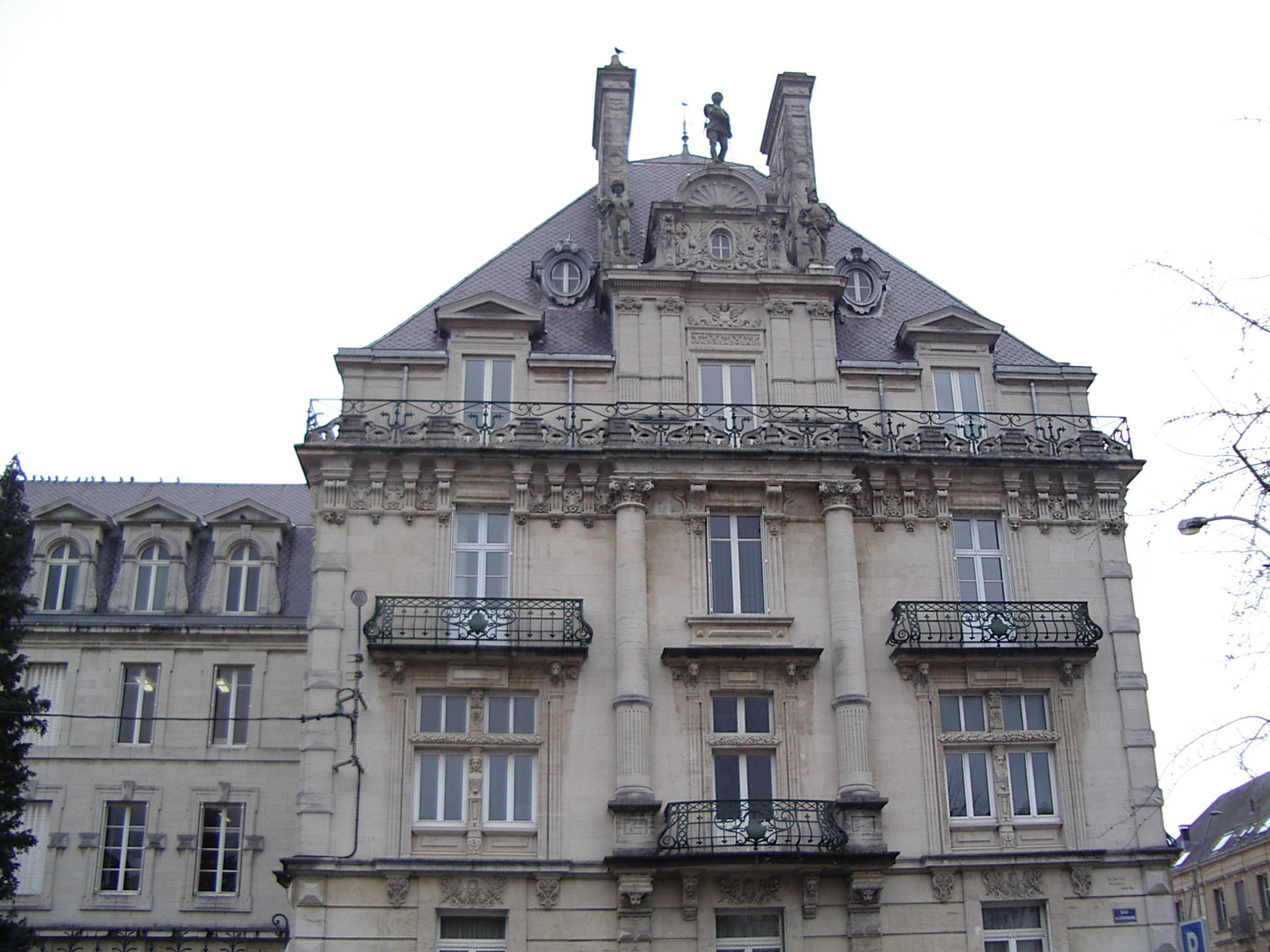
Facciata di casa Mézières

Carlo I di Nevers, primo Principe di Arches , morì nel 1637; suo nipote Carlo II di Gonzaga-Nevers gli succedette, ma cedette i ducati di famiglia Nevers e Rethel e Mayenne, mantenendo solo i ducati italiani di Mantova e Monferrato, e il principato di Arches, di cui sarà il secondo principe.
Suo figlio Ferdinando Carlo di Gonzaga-Nevers sarà il terzo ed ultimo principe di Arches. Dopo la sua morte, avvenuta il 5 luglio 1708, il Principato di Arches e Charleville andrà alla sua seconda cugina Anna di Baviera (figlia di Anna Maria di Gonzaga-Nevers), poi i due suoi co-eredi:
- da una parte a suo figlio Luigi III di Borbone-Condé, principe di Condé;
- dall'altra parte a Carlo Teodoro di Salm, principe di Salm, vedovo di Luisa Maria del Palatinato, sorella di Anna.

Senza perdere i suoi privilegi, Charleville è ora parte della Francia e il Principato esiste solo nominalmente, in particolare a beneficio dei Duchi di Lorena, passando poi alla Casa di Asburgo-Lorena.

## Elenco dei principi di Arches
I principi di Arches sono stati dal 1608 al 1708, i governanti del principato di Arches creato da Carlo I di Gonzaga-Nevers:
- 1608 - 1637 : Carlo I di Gonzaga-Nevers (1580 - 1637), nato Carlo I Gonzaga, primo principe di Arches, duca di Nevers, di Rethel, di Mantova e Monferrato ;
- 1637 - 1665 : Carlo II di Gonzaga-Nevers (1629 - 1665), nato Carlo III Gonzaga, secondo principe di Arches, duca di Nevers, Rethel, di Mayenne, Mantova e Monferrato, nipote del precedente;
- 1665 - 1708 : Ferdinando Carlo di Gonzaga-Nevers (1652 - 1708) nato Carlo IV Ferdinando Gonzaga, terzo figlio del principe di Arches, duca di Mantova e Monferrato, figlio del precedente ;

1708 : assegnazione del principato alla Principessa  Anna di  Baviera 

## Albero dinastico dei principi
```
Carlo I
 (1608-1637)
│
└─>
Carlo di Gonzaga-Nevers
, 
duca di Mayenne

   │
   └─>
Carlo II
 (1637-1665)
        │
        └─>
Ferdinando Carlo
 (1665-1708)
```